# Cair Niça Begum
Cair Niça Begum (Khayr al-Nisa Begum; m. 26 de julho de 1579), conhecido pelo título de Madi Ulia (Mahd-i Ulya, "do berço melhor qualificado") foi princesa iraniana mazandarani do Principado Maráxida, que era esposa do xá Maomé Codabanda (r. 1578–1587) e mãe de Abas I. Na primeira parte do reinado de seu marido ela foi figura política poderosa em seu próprio direito e governou a Pérsia de facto entre fevereiro de 1578 e julho de 1579.

## Vida

### Antecedentes

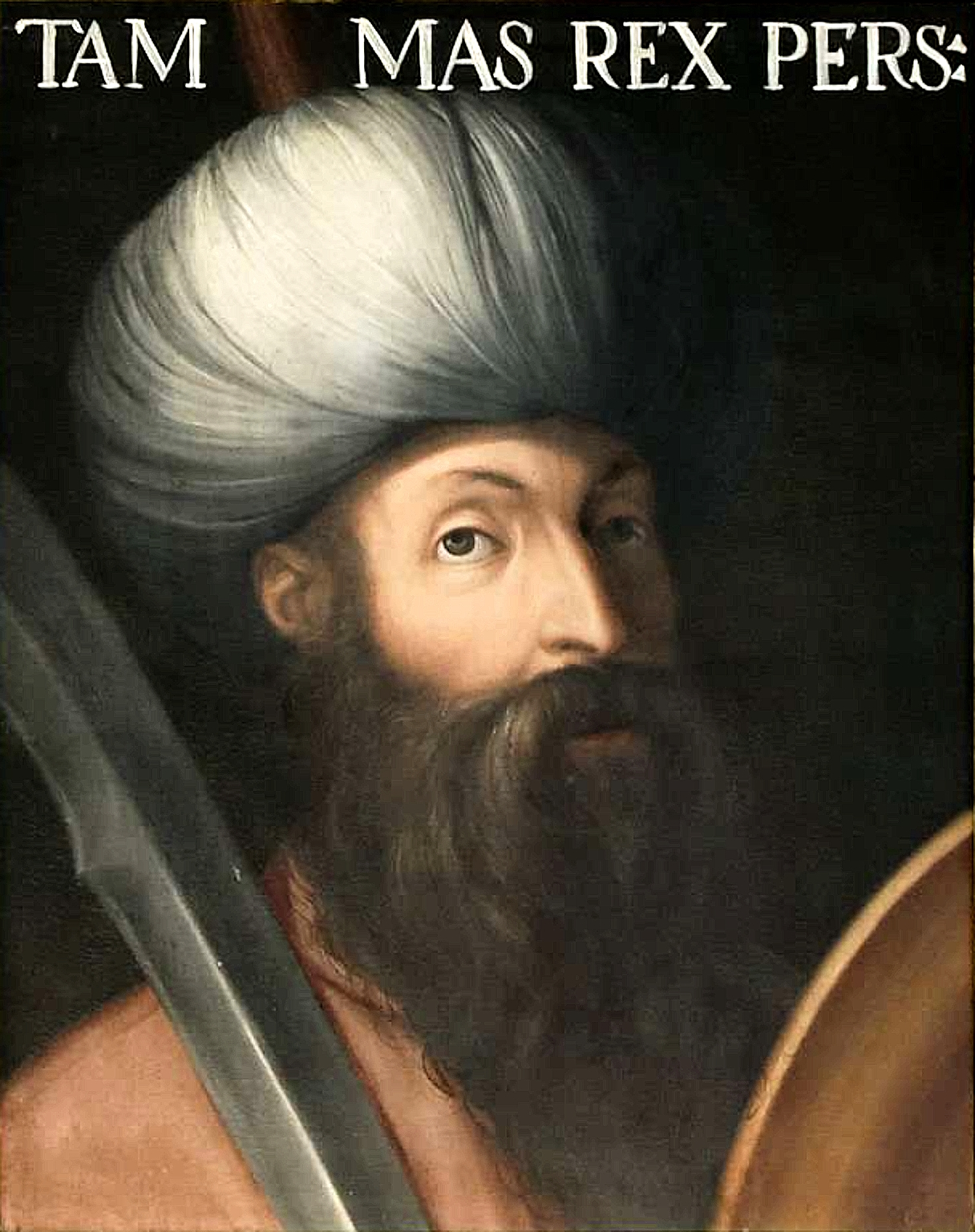
r.

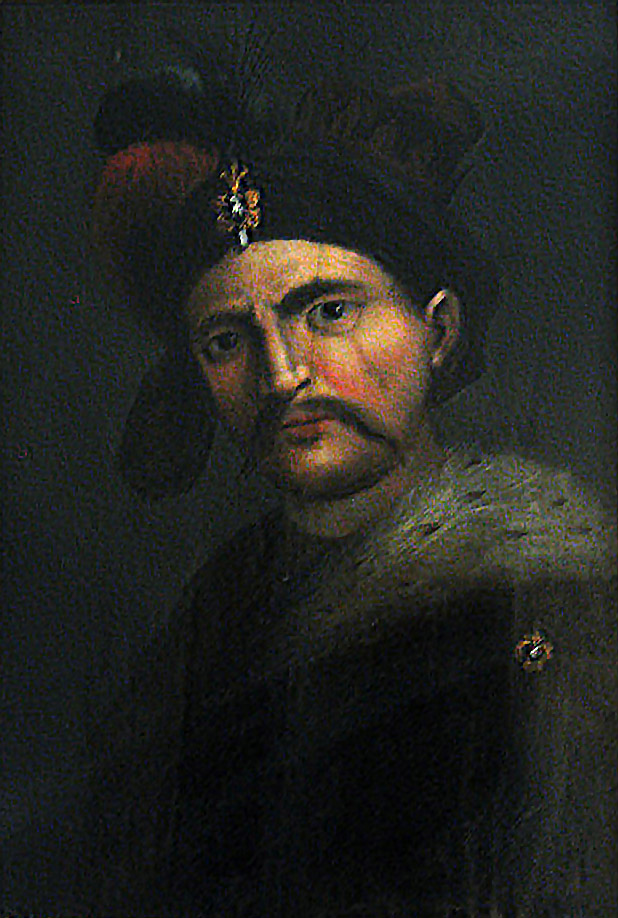
r.

Cair era filha de Mir Abedalá Cã II, o governante maráxida da província de Tabaristão, que alegou descender do quarta imame xiita Ali ibne Huceine, cuja família governou a região desde meados do século XIV. Em 1565-6, fugiu à corte safávida após seu primo Mir Sultão-Murade Cã matou seu pai. Lá, casou-se com o filho do xá Tamaspe I (r. 1524–1576), Maomé Codabanda. O desejo de vingar-se pelo assassino de seu pai foi mantido por toda sua vida.

### Governo
Em 1578, à morte de seu irmão Ismail II, Codabanda tornou-se xá. Maomé foi governante fraco e a principal mulher na corte, sua irmã Pari Cã Canum (que aliou-se com as poderosas fações quizilbaches do exército) acreditou que podia facilmente controlá-lo. Do dia que Maomé foi nomeado rei, Cair tomou controle de seus assuntos. Ela estava ciente da deficiência do marido e para reparar sua falta de retidão e qualidade resolveu tentar tornar-se a governante do Império Safávida. Maomé e ela chegaram as cercanias de Caspim em 12 de fevereiro de 1578. Isso causou o fim do governo indisputado que Pari Cã gozou por dois meses e 22 dias. Embora ainda fosse a monarca efetiva, encontrou oposição de Cair e seus aliados. Quando alcançaram a cidade, Pari recebeu-os com grandeza e desfile, sentada numa liteira dourada, enquanto era protegida por 4 000-5 000 guardas privado assistentes pessoais internos do harém e atendentes cortesãos.
Cair foi continuamente informada nas recepções sociais ocorridas em Caspim  da grande quantidade de influência e poder que Pari mantinha, assim ratificando o que ela já havia dito a Mirza Salmã Jaberi, antigo vizir de Ismail II. Ela então percebeu que enquanto Pari estivesse viva, ela não seria capaz de controlar os assuntos do Império Safávida e tornar-se governante de facto do país. Ela então começou a planejar a morte de sua rival. A ordem foi cumprida em 12 de fevereiro de 1578, quando Calil Cã Afexar, que havia servido como tutor de Pari durante o reinado de Tamaspe, estrangulou-a até a morte. O poderoso tio de Pari, Xancal Sultão, foi executado pouco depois, enquanto o filho infante de Ismail II, Xojadim Maomé Safavi, foi assassinado.
Cair agora assumiu controle efetivo da Pérsia. Ela se manteve informada de todas as questões políticas no país e criou sua própria rede de apoio ao nomear amigos e parentes a postos importantes. Ela favoreceu os "tajiques" (persas) em vez dos quizilbaches. Seu principal objetivo era promover a carreira de seu filho mais velho Hâmeza (às custas de seu irmão Abas) e procurar vingança para seu pai. Uma vez que o assassino já havia morrido, ela voltou sua atenção para seu filho Hâmeza. Líderes quizilbaches fizeram a Mirza uma promessa de salvo-contudo, mas quando estava viajando à capital, os apoiantes capturaram e mataram ele.

## Queda
Irritado com as ações da rainha, os quizilbaches enviaram petição ao xá solicitando que removesse-a do poder ou enfrentar revoltas. O xá considerou enviá-la ao exílio, mas ela se recusou a acatar suas exigências. Finalmente, grupo de conspiradores quizilbaches acusou a rainha de ter uma relação amorosa com Adil Guirai, irmão do cã tártaro da Crimeia, que estava em cativeiro na corte safávida. Eles entraram no harém e estrangularam ela e sua mãe em 26 de julho de 1579.